# Deontologie
Deontologie nebo deontologická etika (z řec. to deon, vyžadované, povinné, povinnost) je směr normativní filosofické etiky, který soudí, že člověk se má rozhodovat a jednat podle pevných zásad povinnosti, v protikladu k utilitarismu a konsekvencialismu, který správnost a nesprávnost jednání odvozuje z jeho důsledků.

## Původ a dějiny
Pojem deontologie poprvé použil anglický reformátor a filosof Jeremy Bentham a označil jím svoji teorii morálky, která se snažila sladit povinnost a vlastní zájem pod pojmem vhodného a užitečného. Dnes se tento pojem naopak používá jako protiklad teorií teleologických a konsekvencialistických. Zastáncem vyhraněné etiky povinností (a tedy v tomto smyslu deontologie) byl zejména Immanuel Kant, který chtěl svoji „metafyziku mravů“ založit na nepochybném, a tedy čistě rozumovém základě, zbaveném jakéhokoli prvku zkušenosti. Podle něho to jediné, co lze označit za „dobré“ je dobrá vůle, která chce jednat podle své povinnosti. „Morální hodnota jednání nezáleží tedy v následcích, které se z něho očekávají“ a „předmětem (naší) úcty je výlučně zákon, který si sami a přesto jako zákon o sobě nutný ukládáme“.

## Kritika
Deontologie v této krajní podobě je terčem různých námitek. Například proti zákazu lži se namítá, že před gestapem člověk naopak nesmí mluvit pravdu a podobně. Max Weber namítal, že přinejmenším politik musí brát ohled na následky svých rozhodnutí a utilitarismus se domnívá, že dobré a zlé lze rozlišit podle očekávaného užitku (pro sebe, pro obec, vlast atd.). Jenže tak jako krajní etika povinnosti vede k absurdním důsledkům, plyne z krajního utilitarismu podobně nebezpečná a nepřijatelná zásada, že „účel světí prostředky“ (Účel by však dle Machiavelliho měl být ctnostný, což se často při popisu hesla "Účel světí prostředky." opomíná.).